# 香港粵語流行音樂
香港粵語流行音樂，指香港的粵語流行音樂，亦可用於指代音樂的創作、製作和消費的背景，是粵語流行音樂的主要部分。有時候會被簡稱為港樂。
粵語流行音樂於1970年代初期由《鐵塔凌雲》（許冠杰作曲及主唱、許冠文填詞）及《啼笑因緣》一曲（顧嘉煇作曲、葉紹德填詞、仙杜拉主唱）所帶動，因此被視为本地流行音樂的分水嶺；其後蓬勃發展（另有論者認為是1973年的《分飛燕》）。
粵語流行音樂深受多種曲風影響，包括爵士、搖滾、節奏藍調、電子、西方流行音樂等，並擁有跨國的樂迷基礎，特別是東南亞國家和地區（包括馬來西亞、新加坡、印度尼西亞、泰國等）。

## 起源
一般說法粵語流行曲源自於1930年代中期，但確切的源頭意見不一，有著不同的說法。惟初期的粵語流行曲脫胎自粵曲中的小曲，乃不爭的事實。小曲是傳統粵劇的過場譜子，除原有的廣東譜子外，亦都套用易於上口的曲子，填上粵語歌詞，以粵曲的唱腔及配樂出現。

### 1930年代-1960年代
早於三十年代，已有粤語歌曲出現，當中包括1930年由黃壽年主唱的《壽仔拍拖》，以及1935年由李綺年主唱的電影《生命線》主題曲《兒安眠》。
1950年代前的香港社會結構大致可分為三個階層：上層是政府高官、外資商行高層與部分華人商辦與富商；中產階層只佔少數；下層是傭工、文員、和佔大多數的勞動人口。各階層的交往與流動不多，涇渭分明，絕少互相溝通。1949年大量移民湧入香港，香港人口激增到250萬人，是戰前的四倍多。這些香港移民之中，除了少數的資本商家和專業人士外，絕大部份都是操粵語的廣東基層居民，在1950年初期，真正流行的音樂是粵曲。
從粵劇衍生出純演唱的粵曲歌壇，將全齣粵劇化整為零，在民間流傳，一般歌壇附設在茶樓之內，供人品茶聽曲，消費尚算普及，平民可以負擔，在五十年代初期，十分興旺。
五六十年代，香港以歐西流行曲及國語時代曲為主流，粵語時代曲發展備受局限。1952年，香港和聲唱片公司製作首批粵語流行曲唱片。這些唱片的主要市場其實是東南亞、星加坡一帶的壙工，製作相對粗糙，在香港雖有一定流行程度，但未成氣候，地位也比較低。這些歌曲繼承粵曲傳統，但體裁較短，多用西樂伴奏，演唱時多用自然發聲，歌詞貼近口語，當時被稱為粵語時代曲。製作這時期粵語時代曲的包括有周聰、呂文成、王粵生等；唱的包括有周聰、呂紅、何大傻、芳艷芬等；歌曲包括呂紅的《春來冬去》、白英的《漁歌晚唱》等等。當時的粵語流行曲，曲不少是來自粵曲，亦有部份改自歐西音樂及國語歌曲，還有部份是原創音樂。當中能作曲作詞的周聰被視為五、六十年代粵語時代曲的代表人物，及後填詞人黃霑更稱譽他為「粵語流行曲之父」。
五六十年代，是粤語長片盛行的年代，不少粤語長片賣埠東南亞等地而大受歡迎，譚炳文、 鄧寄塵和鄭君綿等當時的電影演員均曾推出唱片。當時的主要電影演員如陳寶珠、胡楓、呂奇、蕭芳芳等亦有不少歌曲作品，主要是電影插曲。五六十年代經典粵語時代曲許多都來自電影歌曲，包括《光棍姻緣》、《荷花香》、《檳城艷》、《飛哥跌落坑渠》、《榴槤飄香》、《一水隔天涯》、《女殺手》、《青青河邊草》等等。當時粵語流行音樂只是粵語電影的附屬品，未能獨當一面成為藝人發展的事業；而且一般香港粵語片中粵劇風格的唱腔亦不易受年輕人的喜歡，被認為是陳舊和市井的，好像「廟街王子」尹光就是其中的代表。
1960年代香港商業電台廣播劇的興起，讓廣播劇歌曲如《勁草嬌花》、《痴情淚》亦流行一時，可惜及至60年代尾才獲集結推出唱片。
1960年代中期，本地戰後新生代開始成長。1964年披頭四訪港後，掀起樂隊風潮，帶動一批香港本地年青人組合樂隊。當時本地著名歌手，大部份都是來自這些樂隊，較為現時香港人所熟悉的包括有祖·尊尼亞（Joe Junior）與黎愛蓮（Irene Ryder）和泰迪羅賓（Teddy Robin）等。到了70年代中期香港粵語流行曲興起時，台前幕後的音樂人很多亦是來自這些樂隊成員。
1960年代後期，來自的馬來西亞的鄭錦昌、上官流雲和新加坡的麗莎打開香港市場，當時的鄭錦昌有「粵曲王子」之稱、而麗莎被稱為「粵曲王后」 。他們的經典名曲包括《新禪院鐘聲》、《唐山大兄》、《相思淚》、改編披頭四的《行快啲啦》(Can't Buy Me Love)、《一心想玉人》(I Saw Her Standing There) 等，可是仍未令粵語流行音樂走出低下階層音樂的形象。
1960年代後期，無綫電視舉辦的歌唱比賽節目《聲寶之夜》發掘了不少七八十年代的流行歌手，如葉麗儀、區瑞強、張德蘭、陳潔靈等。

## 特色

### 樂器和設置
早期的粵語流行曲是從與西方流行音樂交集粵劇音樂的發展。但音樂家很快就放棄使用像古箏、二胡等傳統樂器配合西式樂器。粵語流行曲通常由一個歌手主唱，有時帶有整個樂隊，伴隨著鋼琴、合成器、爵士鼓、吉他、低音吉他。幾乎所有早期的粵語流行曲的歌曲配有降貝斯，而這正是菲籍樂手的普遍風格。1980年代流行歌曲仍以弦樂為主，但黎小田及袁卓繁等樂手比較著重合成器，已故亞洲鼓王Donald Ashley比較著重爵士鼓等敲擊樂的編排。1985年開始Blue Jeans三子加入戰團，其中蘇德華自1985年於徐小鳳演唱會任結他手後，至80年代末期眾多歌手指定蘇德華為其御用結他手。差不多同一時間，和音於歌曲的重要性已逐漸增加，太極的雷有曜、雷有輝、鄧建明、「和音界天王」張偉文、譚錫禧（結他手出身）成為許冠傑、張國榮、譚詠麟、張學友、林子祥等的指定和音。80年代末期，鮑比達、盧東尼、杜自持、倫永亮開始轉為採取西方Adult contemporary、R&B風格編曲，樂器亦以合成器為主，以便其作品於卡拉OK市場流行。九十年代末期電音唱跳歌曲年代，雷頌德採取一式一樣的風格，只以合成器作為唯一樂器，但被指編曲方式過於單調，因此只是曇花一現。同期吳國敬、伍樂城、陳輝陽、Johnny Yim將傳統樂隊編排重新融入歌曲，自此樂器及裝置的常規亦開始固定。

## 1970年代：萌芽

### 粵語流行曲的前夜
1970年代，粵語流行音乐此時開始萌芽。1971年，鄭少秋改編自《東京夜曲》（原唱李香蘭）的粵語歌《愛人結婚了》，已薄具名氣。1973年，用傳統粵樂填詞的港產粵語歌《分飛燕》發行後大受歡迎。

### 承先啟後
1972年4月，許冠傑主唱的《鐵塔凌雲》是現代粵語流行曲先例。 無綫電視節目《雙星報喜》第一輯播完後，主持許冠文遊歷世界，期間作了一首英文詩，回港後由另一主持許冠傑（許冠文弟）譯成中文，譜上旋律，並在新一輯《雙星報喜》演唱（當時叫《就此模樣》，後來才改名為《鐵塔凌雲》），廣受歡迎。結合這時代新媒體電視節目的推廣，帶動了香港當代粵語流行曲的發展。
此外，港產電視劇在1970年代開始盛行，為粵語流行曲注入生氣。1973年無綫電視播映劇集《煙雨濛濛》，其同名主題曲（顧嘉煇作曲、蘇翁作词、鄭少秋主唱），開粵語音樂界一先河，然而曲風過於前衞而未能走红。1974年電視劇《啼笑因緣》的同名主題曲更膾炙人口。此後1970年代中至1980年代，作曲家顧嘉煇、黎小田以及填詞人黃霑、盧國沾、鄧偉雄、鄭國江等音樂人，譜寫了大量電視歌曲，當中不少傳頌至今，如《書劍恩仇錄》、 《楚留香》、《萬水千山總是情》、《小李飛刀》、《網中人》、《風雲》、《抉擇》、《上海灘》、《大地恩情》。
港產片的興起亦有推動之功，如電影《鬼馬雙星》、《天才與白痴》裡許冠傑的歌曲及溫拿樂隊為電影《大家樂》所唱的歌曲就分別被樂評人黃志華稱為粵語流行曲振興的第二、第三波。其後，1970年代末的香港電影新浪潮多元的題材更大大拓闊了詞人的創作空間，如《茄喱啡》的主題曲《人生小配角》描繪龍套的小人物心理、《點指兵兵》的同名歌曲談及際遇與宿命、《跳灰》的插曲《問我》涉及自身人生哲理，均屬當年少有的歌詞題材。
《鐵塔凌雲》、《啼笑因緣》、《鬼馬雙星》等歌曲好評如潮後，大量廣東歌歌手湧現，眾皆獨當一面，其中最有名的有羅文、温拿樂隊、徐小鳳、關正傑、甄妮、林子祥、葉麗儀、葉振棠、陳潔靈 、張國榮、陳百強等。這時期，大眾也不再認為只有唱英文歌和國語歌才是高格調的表現。
羅文在70年代中期遠赴日本，取經澤田研二等視覺化舞台表演風格，對日後舞台表演影響至深。這時期亦開始有粵語歌手唱改編自日文及其他外語的歌曲，膾炙人口的有鄭少秋的《天涯孤客》、羅文的《前程錦繡》、薰妮的《每當變幻時》、譚詠麟的《孩兒》等等。
另一邊廂，70年代末至80年代初，香港樂壇受台灣校園民歌風潮影響下，湧現不少當代城市民歌創作歌手，經典民歌包括區瑞強的《陌上歸人》、盧業瑂的《為甚麼》、區桂芬及葉源春的《問》、李炳文的《昨夜的渡輪上》、林志美的《風箏》等等，均受大眾樂迷喜愛。
及至1979年2月，《香港電台》舉辦的第一屆《十大中文金曲頒獎禮》應運而生，得獎歌曲包括甄妮的《明日話今天》、羅文的《小李飛刀》、徐小鳳的《風雨同路》等等。
同時期，斯里蘭卡籍廣告人Hans Ebert在美國流行音樂權威雜誌《告示版》上，首次使用「Cantopop」這個專有名詞來稱呼粵語流行曲，也介紹了他所認為的粵語流行曲鼻祖—許冠傑。

### 填詞風格上的改變
早期的粵語時代曲，有兩种填詞現象：一部份像粵曲一樣，或稱為鴛鴦蝴蝶派，用較嚴謹的書面語甚至文言文寫作歌詞。這一類比較文雅的歌曲至今仍為人熟悉的，有《天涯孤客》、《啼笑姻緣》與《一水隔天涯》等等（部分歌曲的填詞風格，也深受日本演歌的影響）；另一類就是人們所說的「鬼馬歌」、廣東民間小調，以香港地道的粤語口語填詞，內容每每幽默詼諧，描寫一般市民大眾的生活和感受，所以得到草根階層的共鳴，例子有《半斤八兩》、《打雀英雄傳》等。

「妹愛哥情重　哥愛妹風姿　為了心頭願　連理結雙枝。」－《一水隔天涯》

「行快啲啦喂　啦喂　行快啲啦喂　我招呼嗰個丁老八　佢就夠肥夠邋遢」－《行快啲啦》

隨著粵語流行曲逐漸脫離舊有「時代曲」的框架，新一代的填詞人（如黃霑、鄭國江、盧國沾等等），憑藉深厚的文學素養，改革流行曲：將歌詞寫得更貼近現代人的生活；同時開拓新題材，撰寫非情歌，使粵語流行曲攀上高峰，並使流行曲歌詞升格到藝術層次。譬如1979年鄭國江的作品《故鄉的雨》，寫鄉思親情，情景交融，語意真切，動人心扉：

「一封家書　一聲關注　一句平常的體己語……　滴滴細雨語兒時　問我有否記掛舊燕子　家鄉的細雨」－《故鄉的雨》

## 1980年代：成熟
1980年代不僅是粵語流行曲百花齊放的日子，亦是香港樂壇的全盛時期，影響力遍及東南亞以及世界各地華人地方。從1970年代中後期至1980年代初，個人風格強烈且能獨當一面的經典粵語歌手輩出，配合幕後音樂人才湧現，成就了經典巨星的時代。香港體育館（俗稱紅館）於1983的落成更是標志着香港大型舞台表演啟始。
演唱派如關正傑、徐小鳳、甄妮、羅文、鍾鎮濤，唱作型如許冠傑、卢冠廷、林子祥、陳百強，以至中期冒起的超級偶像譚詠麟、梅艷芳和張國榮等，甚至當年的新人張學友、陳慧嫻、葉蒨文、林憶蓮及樂隊達明一派，Beyond都能大放異彩，至今仍擁有跨時代的影響力。1980年代的歌手無論在音樂造詣、現場功力及曲風多元等方面均有相當的水平，為樂壇後起者樹立了典範，而當時的唱片發行量及銷售量，亦印證了這段時期的香港粵語流行樂壇已發展成熟。

#### 三王一
譚詠麟、張國榮、陳百強和梅艷芳，合稱「三王一后」，獲塑造為劃時代超級偶像，並於1980年代開始雄霸樂壇。不單唱片銷售量和演唱會場數屢創高峰，四人的歌藝、形象和台風亦風靡大量歌迷。當時樂壇的流行榜及頒獎禮競爭非常激烈，每年的頒獎禮都是城中的盛事。例如自1983年起，無綫電視(TVB)舉辦「十大勁歌金曲頒獎典禮」。其中，最受注目的獎項——「最受歡迎男歌星」、「最受歡迎女歌星」及「金曲金獎」——自1984年第二屆增設起，皆由譚、張、梅三人囊括。
男歌手方面， 陳百強自1979年甫出道即迅速走紅，其作品大多親自作曲，音樂才華備受肯定。陳氏乃香港流行樂壇史上，首位獲冠「偶像」之藝人。有說當時「全香港有一半少男少女喜歡陳百強」。除了親自作曲，1982年更改編崔萍的國語時代曲《今宵多珍重》，陳百強的粵語版更成為家傳戶曉的金曲，亦吸引到較年長的樂迷。1985、86年間，陳一度出現創作樽頸，舞台表演風格不為傳媒接受，更曾被八卦雜誌誤傳死訊。不過，在1987年，他以原創作品《我的故事》，再度贏得十大中文金曲獎。1988年，其專輯《神仙也移民》中的《煙雨淒迷》使他重回勁歌總選。
譚詠麟曾為70年代活跃的溫拿樂隊双主唱之一，乐队时期已经红遍台湾及东南亚等地。1979年单飞后，譚的首張個人專輯《反斗星》，嶄露頭角。及至1984年，譚憑著《霧之戀》和《愛的根源》兩張專輯，躍升為極受歡迎的男歌星，在該年度的樂壇頒獎禮上獲得多個大獎。其後，每季季選中，譚詠麟至少有兩首歌入圍。而《1984年度十大勁歌季選》四季共40首的金曲中，他一人更獨佔10首；譚亦曾於1984年至1987年間，連奪「最受歡迎男歌星」獎項，直至1988年初終在頒獎台上宣布不再於樂壇頒獎禮競逐獎項。音樂製作上，譚詠麟曾改編多首日本歌曲，甚至特別邀請日本作曲家度身訂造粵語歌的曲調，又曾與谷村新司、玉置浩二、早見優等日本歌手合作。
張國榮出道初期（寶麗金時期）被指聲線過尖，直至换到华星唱片及1983年《風繼續吹》確立其低沉唱法，方始走紅。1984年，張憑專輯《Leslie》中的主打歌《Monica》榮登一線歌手，與如日中天的譚詠麟力爭一日之長短。譚、張兩人於1984至87年間之爭非常激烈，雙方歌迷關係緊張，更曾有打架，成為張日後宣布不再領獎的導火線。1987年，譚詠麟不再領獎後，1988及89年的「最受歡迎男歌星」獎項亦毫無懸念，由張國榮奪得。隨後，正處事業巔峰的張也宣佈「封咪」，告別歌壇，並舉行了多場賣座的告別演唱會。此外，陳、譚、張三人亦曾應邀出席日本音樂節與日本歌手，同台演出，香港電視台亦有播出。
女歌手方面，梅艷芳繼甄妮後稱霸樂壇，自1984年起可謂一支獨秀，有「百變梅艷芳」、「樂壇大姐大」及「亞洲麥當娜」的稱號。1982年，梅參加無綫電視舉辦的第一屆新秀歌唱大賽奪冠而入行成為歌手，首支歌曲《心債》 推出時已廣受注意。1983年，她憑《交出我的心》的日文版參加東京音樂節，奪下榮獲「亞洲特別獎」及「東京電視獎」兩項殊榮，成為最引人注目的新星。及至1985年，專輯《似水流年》和《壞女孩》令其登上「十大勁歌」「最受歡迎女歌星」的寶座，唱片《壞女孩》推出不久更超越八白金（40萬張），成為香港開埠以來銷量最高的專輯。1985至1989年間，她更五度奪得此獎，直至1990年宣布不再領獎為止。1987-88年連續開了28場演唱會，打破當年香港演唱會場數紀錄，被人稱為「梅廿八」，1990年更連開30場。1989年梅曾得藝術家年獎之歌唱家獎，得到流行文化以外的肯定。
從1980年代中後期至1990年代初，新人时期的葉蒨文、張學友、陳慧嫻、林憶蓮及樂隊Beyond、達明一派、Raidas、太極樂隊及組合草蜢等均曾叱吒樂壇，紅極一時。其他同期的流行歌手還有林志美、蔡國權、蔣麗萍、呂方、鄺美雲、杜德偉、劉美君、蘇芮、王傑、關淑怡等等。

#### 改編日本、台灣，歐美的歌曲
香港的作曲家難以應付在年內製作約3000首歌曲，從1970年代起播放改編歌曲對歌迷的反應最佳，因此直至在1980年代，香港樂壇便改編自日本、台灣、歐美歌曲並填上粵語歌詞，當中以日本歌曲為最多，例如譚詠麟及蔡楓華的《忘不了您》、《戀人》（五輪真弓《恋人よ》）、《酒紅色的心》（安全地帶《ワインレッドの心》）、《月蝕》、《愛在深秋》，張國榮的《不羈的風》（大澤譽志辛《La Vie En Rose》）、《Monica》（吉川晃司《モニカ》）及陳百強的《深愛著你》（稲垣潤一《誰がために》）。而梅艷芳的《夕陽之歌》、陳慧嫻的《千千闋歌》、Blue Jeans的《無聊時候》這三首更同時改編自近藤真彥的《夕燒けの歌》 其中譚詠麟、梅艷芳和張國榮 均有中多首改編自中森明菜的歌曲。到了九十年代至1995年前，四大天王時期,日本改編曲仍是大行其道，其中寶麗金取得的日本改編曲最為盛行，而被改編的原曲,在當時日本都均是巨星級叱吒一時的熱門歌曲 如小田和正、桑田佳祐、恰克與飛鳥、中島美雪、工藤靜香、德永英明、荻野目洋子等；台灣的歌曲旋律被改編成粵語歌對象，例如 : 張學友的《只願一生愛一人》 (庾澄慶《讓我一次愛個夠》) 、陳慧嫻的《月亮》 (孟庭葦《你看你看月亮的臉》) 等；改編自歐美歌曲比以往較少。

## 1990年代：綻放異彩

#### 「四大天王」時期
1992年起，張學友、劉德華、黎明和郭富城被傳媒封為「四大天王」，「四大天王」支配香港樂壇，並壟斷四大電子傳媒音樂頒獎典禮的獎項。雖然天王張學友憑著出眾的歌藝而雄霸整個樂壇及使香港音樂衝出國際，並成為了1990年代的樂壇巨星，但樂壇已開始出現吹捧偶像而不重實力的現象（如林憶蓮的專輯《野花》，口碑叫好，卻出現“曲高和寡”的現象，銷量一般。而黎明、劉德華、郭富城以各方面範疇在樂壇發熱發亮，整個粵語歌壇的一綫男歌手亦被認爲只有天王張學友一人是以歌唱實力爲主發展的歌手。雖然四人各自歌、影、視、舞蹈和慈善活動等成就，更在大中華及海外華人社會的影響力，但其他男歌手如實力派等的生存空間被擠得很小。
女歌手方面則分為幾個階段，九十年代初(1990-92年)毫無疑問是葉蒨文及林憶蓮兩大天后爭霸的天下，兩人亦先後成功打開中港台市場。同時，後起之秀關淑怡發展亦不俗，一曲《難得有情人》更成為經典金曲，而大碟《難得有情人》在1990年經寶麗金唱片公司統計銷量達雙白金。而在1991年鄭秀文亦開始冒起，憑《不來的季節》流行了一段時間，而大碟《holiday》亦賣出七萬張，得到白金認證。此外，1990年初暫別樂壇赴美讀書的陳慧嫻，期間曾數度短暫回港灌錄專輯，終在1992年推出了大碟《歸來吧》，在沒作大量宣傳下，銷量仍達三白金，而碟內的歌曲《飄雪》、《歸來吧》、《紅茶館》等都深受樂迷愛戴。此外，關淑怡給寶麗金唱片公司雪藏，鄭秀文又轉型失敗，雙雙聲勢下跌。同時，來自大陸的王菲由美返港後，突然得到各大電台洗腦式力捧，終憑一首商業傷情歌《容易受傷的女人》，火速冒起。其專輯《Coming Home》銷量達五萬，其後更得到新藝寶唱片公司頒贈白金唱片。到1993年，來自大陸的王菲迅速崛起，在電台力捧下，加上當時一線女歌手已經遂漸放慢腳步，王填補了空位，開始在香港樂壇佔了一個重要地位，在1994年經新藝寶唱片公司核實，兩張在1993年發行的粵語大碟《執迷不悔》及《十萬個為什麼》各有十五萬，合共六白金。 同時，後起之秀黎瑞恩發展亦不俗，憑藉一曲《一人有一個夢想》走紅，成功入選成為當年十大中文金曲及十大勁歌金曲頒獎典禮的十大金曲獎之一。而鄭秀文亦開始有一個小高峰，憑藉一曲《Chotto等等》走紅，大碟《鄭秀文的快樂迷宮》銷量更超過雙白金，令年僅21歲的鄭秀文在這一年首次入選十大勁歌金曲頒獎典禮最受歡迎女歌手五強之列。到1994年，隨著葉林於後分別淡出及轉移台灣市場發展，在沒有競爭對手下，王菲便成為樂壇人氣女歌手，但經傳媒揭發造型疑似連番抄襲冰島女歌手，以及唱腔疑似模仿眾歐美女歌手，而為人所詬病，還給傳媒譏諷為「歐美樂壇影印機」。同時，彭羚亦成功登上天后寶座，憑藉高難度歌曲《讓我跟你走》上位，其新歌加精選專輯《未完的小說》更高達二十萬張，成為該年度最高銷量的女歌手大碟，同年12月24日經ifpi核實彭為1994年全年最高銷量本地女歌手， 翌年發行的《如夢初醒》亦是，銷量超過三白金，更獲得全年最高銷量本地女歌手獎。彭羚為樂壇罕見例子，純以出眾唱功，及嘹亮歌聲獲得認同。同年，樂壇前輩陳慧嫻亦創下另一個高峰，歌曲《戀戀風塵》深受樂迷愛戴，其大碟《Welcome Back》銷量直逼三白金 ，在1995年ifpi十大暢銷唱片中，排第六名。後起之秀李蕙敏發展亦不俗，憑藉一曲《你沒有（好結果）》走紅，其大碟《秘密》更獲得超過雙白金的銷量，並榮登IFPI唱片銷量榜兩週冠軍位置，及於榜內停留達十四星期之久，在1995年ifpi十大暢銷唱片中，排第九名。而鄭秀文於1996年成為樂壇天后，在同年十一月經香港唱片商會核實，兩張超過三白金銷量的粵語大碟《捨不得你》及《放不低》各有約十七萬五千張銷量，合共三十五萬張，成為當年全年最高銷量歌手第二名。鄭以穩定現場唱功和百變舞台效果見稱，曾九次獲得IFPI香港唱片銷量大獎獲得全年最高銷量本地女歌手獎，其2007年的演唱會原聲專輯《Show Mi 鄭秀文2007 演唱會》，2009年的粵語專輯《信 Faith》，2013年的粵語專輯《Love Is Love》及2014年的精選專輯《Miracle Best Collection》均為當年最高銷量廣東唱片。另外，陳慧琳靠外表，新穎的音樂風格及後天努力，成為1999年末及千禧年樂壇熱門女歌手，1996年12月推出的新曲加精選《誰願放手精選17首》更高達十萬張，得到Ifpi認證為雙白金。其他部份女歌手劃分定為 “玉女派” ，如被傳媒為 “寶麗金之花” 或 “玉女掌門人” 之稱前香港寶麗金的周慧敏，以及楊采妮等。
此外，曾於九十年代活躍及走紅於樂壇當紅歌手如李克勤、鄭伊健、許志安、古巨基、陈奕迅、關淑怡、黎瑞恩、李蕙敏、楊千嬅和梁詠琪等。

#### 1994年全港唱片總銷量急跌
自1993年起，香港唱片銷量已經開始下跌，至1994年情況更加嚴重，銷量連續第二年下滑。雖然唱片公司對外公佈了官方銷量數字，但這些數據的真實性備受質疑，實際銷量很可能遠低於官方所報的數字，反映出1994年香港唱片市場的低迷，甚至有一些天王天后的唱片銷量不如後起之秀。該年度銷量比較突出的專輯只有四張，分別有超過四白金的張學友《餓狼傳說》，  四白金的彭羚《未完的小說》，超過三白金的周華健《有弦相聚》及超過雙白金的劉德華 《5時30》。至於其他唱片的銷量一般，大多都不足十萬張。張學友也說1994年的唱片銷量不及過往好，例如張學友在1994年年底推出的跨年大碟《這個冬天不太冷》銷量不足十萬，不入1995年ifpi十大暢銷唱片。至於黎明的《火舞艷陽》銷量只有八萬 ，而郭富城的《鐵幕誘惑》銷量只有七萬。
而女歌手方面，只有彭羚一枝獨秀，其他女歌手的唱片銷量大多低於十萬。

#### 百代唱片公司大虧本大量裁員
原本百代唱片公司財政不錯的，而且旗下歌手彭羚亦為其賺了不少錢，彭唱片銷量高企，連續兩年成為女歌手單碟之冠及全年最高銷量本地女歌手，但由於EMI在1996年的下半年，預留了一筆高昂費用作王菲轉會費，故開始冷落了彭羚，其唱片宣傳費亦相對減少，而在1996年的下半年，彭羚的唱片得不到很好的推廣，故引致彭羚人氣及唱片銷量下滑。翌年，EMI終於以六千萬將王菲羅致旗下，惟天文數字轉會費帶來了不少後遺症，首先當時EMI亞太區總裁聿敦樂，因被指錯誤動用六千萬簽王菲，而被總公司譴責，最後更落得離職下場。而一眾EMI歌手如伍詠薇、張智霖、林子祥、劉雅麗及吳倩蓮等，亦因節省開支，使得他們的唱片得不到應有的宣傳費用及推廣，而反應不理想，最後他們於1998年約滿後，都不獲續約。而當時EMI香港地區最賺錢的歌手彭羚，亦因為EMI因王菲天文數字轉會費而大虧本所連累，使得彭唱片宣傳費減一大半，其唱片亦因EMI為了節省開支，而得不到很好的推廣，引致銷量大不如前，但在1997年彭亦有為EMI賺到錢。其後，到1998年EMI仍因大虧本，難以用合理的價錢將彭留下，最後彭改簽新力唱片公司。

#### MD風潮
Minidisc 是1992年由日本新力公司發布的一種音樂光碟產品，1993年引進來港， 當時新力旗下的歌手彭家麗喝了頭啖湯，率先推出MD唱片，之後陸續有歌手推出MD，例如郭富城 《狂野之城》亦推出MD 版，但仍然屬於小眾，未能造成風潮。及後鄭秀文1997年壓軸大碟《生活語言》推出MD版後，便開始引起注目，很多歌手亦仿效推出MD版專輯，例如彭羚，陳慧嫻及王菲等。往後曾有一段時間的派台碟 以MD格式派發給電台，例如容祖兒 《炸機女王》。
鄭秀文是出版最多MD專輯的歌手，證明MD在當時是有銷路 ，但這種風潮止於2001年，2002年開始沒有歌手推出MD專輯。

#### 音樂新嘗試
張學友於1996年與香港管弦樂團一連合作四場現場音樂會《愛與交響曲》，將流行音樂與交響樂相結合，當時贏得外界極佳的反響，令香港許多青年一代以最直接的方式接觸到交響樂甚至於古典音樂領域，多位歌手更是主動效仿，推出一系列的流行曲與交響曲合作的演出，均獲得了甚佳的反應。當然，最早期嘗試此舉的是張學友本人的偶像關正傑。他早於1982年就與顧嘉煇指揮的香港管弦樂團在伊利沙伯體育館舉行了一連四場的演唱會，成為一時佳話。
張學友於1997年展開大型音樂劇：《雪狼湖》的製作與表演，將粵語流行音樂與音樂劇容納在一身；當時在香港體育館接連加場，最後連續公演42場，成為當時全城熱議的話題。《雪狼湖》的成功對於流行音樂歌手是一種新的嘗試，但是因為種種因素，其他歌手並未主動效仿，並未帶來一種潮流。
香港歌后關淑怡發行了一張電子音樂、另類音樂、氛圍音樂和爵士等多元混合的前衛流行專輯《eZONE》，充滿獨特的迷幻風格，氣氛帶點神秘、宿命感和沉淪感，歌詞和音樂都表達出一種都市女性在愛情、人生與自我探索中的迷惘、堅強和感性。
這張專輯被樂評認為是她最有藝術氣息、最成熟的迷幻作品之一。
《eZONE》原定於1996年7月推出，後於2020年4月9日才發行的大碟。此專輯特別之處是風格非常統一，整體偏向電子、另類、迷幻和氛圍流行，帶有前衛實驗感。專輯裏沒有一首是典型的「粵語流行曲」——即那種傳統主流、旋律簡單、易唱易記的港式流行歌，每首歌都很有個人色彩和藝術感，這是香港樂壇少見的。《eZONE》可說是90年代香港樂壇最佳的專輯。
1997年5月4日，香港歌后李蕙敏推出了一張全快歌的EP《公主復仇記》，正正這張EP風格是全快歌、節奏明快的粵語流行音樂，和她以往的「慘情歌」路線有明顯不同，讓樂迷對其另眼相看。整張專輯想表達女性自信、獨立、勇於追求快樂和自我價值，不再依賴傳統童話式的「王子拯救」情節。
主打歌《公主復仇記》歌詞諷刺童話愛情，講述女生不再等王子，而是選擇自愛、自主，享受單身和自由，強調現代女性的自信和快樂。其他如《遲婚的女人》也延續這種女性主導、突破傳統的訊息。
當時這種「全快歌」的嘗試在粵語樂壇來說非常罕見，屬於創新之舉。在香港流行音樂圈中，推出這種全碟快歌的設計相當少見，絕對有開風氣之先的地位。粵語流行曲歷史上，大部分專輯都是慢歌為主，可能會配搭一兩首快歌，像許冠傑、譚詠麟、梅艷芳等巨星的專輯也未見全碟快歌的設計。
若干數年李蕙敏受訪時說：「我時常想走在時代『尖啄』，有一張全快歌的唱片《公主復仇記》，是我在音樂路上做得幾開心的成品，要向唱片公司爭取才可以做。」

#### 女歌手的多樣化勝於男歌手
女歌手在選曲方面類型較廣泛，而且在歌曲題材方面更加破格大膽，甚至將歌曲作派台之用。 90年代香港樂壇關淑怡及林憶蓮可算是多樣化的表表者。
《梵音》這首歌算是關淑怡另類經典作之一，屬於世界音樂（World Music）風格，融合了北非傳統音樂、流行樂和佛教禪學元素，曲風帶有濃厚的異國色彩和迷幻感。歌詞內容圍繞佛學哲理，探討慾望、虛空、失控、智慧與內心的淨化，充滿禪意和哲思，例如「慾望就是一種虛空的苦痛」、「活著就是不可思議的敬禮」等。這首歌是樂迷心目中，關的第一首另類流行代表作，展現了其百變的音樂風格。
《自言自語》是關淑怡另一首前衛代表作，屬於另類流行（Alternative Pop）混合迷幻電子和氛圍音樂的風格，關淑怡用氣聲和囈語式唱腔，營造出很飄忽、夢幻的感覺。歌詞內容偏向自我對話和內心獨白，表達一種孤獨、迷失和自省的情緒，像在用音樂和自己對話，讓人感受到內心世界的掙扎與思考。她這首歌的氛圍在當時的樂壇算特別，聽起來像在深夜裡自言自語，鍾情特別風格的樂迷，會被這種迷幻感吸引。
《再生戀》是林憶蓮前衛經典作之一，屬於中西合璧、破格創新的流行曲，融合了上海越劇、印度鼓、二胡等東方元素，配合Hip Hop、R&B等西方節奏，整體風格非常大膽實驗。這首歌的編曲和氣氛都很有都市感，展現出東西方音樂的奇妙化學作用。
歌詞內容圍繞「前世今生」的愛情故事，用花作比喻，表達一種跨越時空、命中注定的愛戀，像是兩個靈魂在輪迴中不斷重逢，帶點宿命感和浪漫色彩。這首富有故事和實驗感的流行歌，深受樂迷推崇。
《野花》這首歌是林憶蓮經典作之一，屬於中西合璧、前衛創新的流行曲風格，整體融合了R&B、Urban、Hip Hop、Funk、中樂、印度音樂等多種元素，非常有都市感和藝術性。歌詞以「野花」比喻堅強、獨立、不悔等待的女性，表達經歷過愛情的起伏後，依然執著、勇敢地活著，帶點感傷但又很有生命力。這種混搭風格和深刻歌詞，富有時代感又不失現代味道，深受樂迷推崇。
《十誡（禁忌的遊戲）》是鄭秀文比較特別的派台歌曲，雖然主打流行（Canto-pop）風格，但它確實混合了不少特別元素，例如電子音樂、舞曲節奏和性感大膽的演繹手法，讓整體感覺更前衛、帶點禁忌感。在編排更是充滿噱頭，配合鄭秀文近乎「呻吟」的唱腔，整首歌在90年代來說算是很突破的嘗試。當年因為歌詞和演繹大膽，甚至被電台禁播。歌詞由林夕填寫，內容以十誡為比喻，探討愛情裡的誘惑、禁忌和人性掙扎，表達在愛情遊戲中違反規則、挑戰道德界線的刺激與矛盾，這首歌算是Sammi經典的叛逆代表作之一，展現出其百變風格的一面。
《謫仙記》是趙學而比較特別的派台歌曲，雖然編曲仍屬於粵語流行曲（Canto-pop），但整體風格在當時樂壇上算獨特，融合了宗教、神話和感官意象，帶點神秘和戲劇感。歌詞由黃偉文填寫，以「謫仙」為主題，比喻一位女神自毀道行、墮入紅塵，普渡眾生、救贖世人，同時也暗喻在現實中沉溺於情慾、快感和自我犧牲，充滿哲學和感官衝突。這首歌的意境很有層次，亦展現出趙學而另外的一面。
而來自大陸的王菲，來港發展時，亦有一些粵語作品屬於Dream Pop（夢幻流行）和另類流行風格，例如《知己知彼》、《夢中人》及《胡思亂想》，歌曲均改編自外國。雖然曲風屬於Dream Pop，但整體編曲和處理並不算特別破格，沒有像林憶蓮及關淑怡那種前衛、實驗性強的感覺。而且唱腔也比較貼近原唱Elizabeth Fraser及Dolores O'Riordan，個人風格沒有那麼突出，反而更忠於原曲的迷離氛圍。

#### 廣告歌曲空前盛放
「四大天王」亦有大量參與廣告演出，使廣告歌曲非常流行，由1993年黎明的和記電訊廣告系列掀起熱潮。接著有張學友的電訊盈科光影歲月系列廣告、劉德華的愛立信廣告及郭富城的百事可樂，影響巨大。而鄭秀文的Panasonic手提CD唱機系列廣告，亦影響深遠，其三首廣告主題曲，《捨不得你》，《放不低》及 《默契》更流傳至今。自四大天王及鄭秀文成功後，其他歌手亦爭相仿效，較深刻的包括鄭伊健及陳慧琳的廣告歌。

#### 歌手淡出頒獎禮
1999年，黎明和張學友先後宣佈不領取樂壇獎項。 「四大天王」時期之後，吹捧偶像而不重實力的現象在1990年代末期愈來愈明顯，加上唱片公司和電子傳媒只重視市場和包裝而不重視音樂創作，導致音樂界人才青黃不接。

#### 大中華時期
1995年以及1996年，張學友取得世界音樂頒獎典禮的亞洲最傑出歌手以及最受歡迎華人歌手大獎；而其粵語專輯《情不禁》，《真情流露》亦讓他攀上銷量高峰。其後所發行的數張國語唱片如《吻别》和《祝福》等更為他成功打開中國大陸市場，並紅遍台灣，新加坡等國語地區，正式為粵語流行樂揭開大中華流行音樂時代。他在1995年全年時間即舉辦了100場的世界巡迴演唱會，在北美、歐洲和澳洲不僅受到當地華人的歡迎，更令許多西方國家的本地傳媒及專業樂評人開始關注亞洲乃至香港的流行音樂。
此時，部分非粵語為母語的歌手亦嘗試發行粵語唱片，如台灣的吳奇隆、蘇有朋、金城武、伊能靜、吳倩蓮、張信哲、許茹芸、蘇慧倫；新馬地區的陳潔儀、許美靜、巫啟賢；來自香港但在台灣主力發展的周華健、邰正宵、孫耀威等等。他們為粵語流行音樂添上了更多不同元素，而此風氣一直持續至1999年為止。而大陸的王菲、毛阿敏、韓紅及那英曾來港發展，惟除了王菲發展較理想之外，其他發展一般，主因為形象土，欠缺粵語歌曲。

#### 動畫主題曲大受歡迎
兒歌天后歐倩怡於1997年主唱日本動畫《櫻桃小丸子》的香港版片尾曲《問題天天都多 （页面存档备份，存于）》，大受歡迎，奪得《1997年度兒歌金曲頒獎典禮》「十大兒歌金曲」兼「至NET兒歌大獎」，以及「最受歡迎兒歌女歌手」。《問題天天都多》流行程度絕不下於當年年度歌曲。

## 2000年代：影响力逐漸下滑

#### 2000年至2004年：過度偶像包裝
在2000年代初一線活躍的歌手，主要為劉德華、陳奕迅、許志安、李克勤、鄭秀文、陳慧琳、楊千嬅、容祖兒。經典金曲包括《K歌之王》、《Shall we talk》、《少女的祈禱》、《感情線上》、《會過去的》、《活著VIVA》、《明年今日》、《好心分手》、《傷逝》、《我的驕傲》、《七友》、《小城大事》、《美中不足》、《愛與誠》，流行金曲包括《爛泥》、《終身美麗》、《如何掉眼淚》、《痛愛》、《玉蝴蝶》、《高妹》、《可惜我是水瓶座》、《下一站天后》、《好心好報》、《奇洛李維斯回信》、《世上只有》等等，而舞曲方面，《煞科》、《獨家試唱》、《花花宇宙》、《大日子》、及《隆重登場》較為突出。
男歌手方面，後起之秀陳奕迅、許志安於903受重視，而前輩劉德華、李克勤較受TVB重視。
女歌手方面，2001年至2003年分別由鄭秀文、楊千嬅、容祖兒包辦TVB《十大勁歌金曲頒獎典禮》「最受歡迎女歌星」、903《叱咤樂壇流行榜頒獎典禮》「叱咤樂壇女歌手金獎」及「叱咤樂壇我最喜愛女歌手」，至2004年起楊千嬅與容祖兒更開始正面交鋒。另關心妍及盧巧音亦曾於02-03年間憑歌曲走紅，出現小高峯。

#### 2000年陳慧琳電音舞曲當紅
1999年尾，雷頌德引入電音舞曲，替陳慧琳及黎明創作了多首電音舞曲，取得空前成功，其他歌手如鄭秀文及郭富城亦相繼加入潮流，掀起電音舞曲風潮，一發不可收拾。四人的電子舞曲風潮均風靡台灣、中國大陸、東南亞等地。但是，因香港政府認為電音舞曲間接助長吸毒而大力打壓，令電音舞曲熱潮於2000年尾迅速減退，陳慧琳失去電音舞曲優勢而人氣開始下滑。

#### 2001年由女歌手主導樂壇
過往樂壇都是由男歌手做主導，但2001年是女歌手的世界，鄭秀文、陳慧琳，容祖兒及楊千嬅都有不錯的成績。反之，男歌手比較失色，給來自台灣的周杰倫搶了不少風頭。而當年香港最賺錢的歌手是鄭秀文，名利雙收，故傳媒亦稱該年為鄭秀文年。

#### 2001年混音專輯盛行
過往樂壇偶有混音專輯，但迴響均不算大。而當時乘着disco熱潮，唱片公司開始相繼推出混音專輯。包括 鄭秀文《SammiX Dance Collection》、陳慧琳 《Kelly Chen BPM Dance Collection》、張栢芝 《Party All The Time》、郭富城 《Aaron Pure Energy Collection 》、陳奕迅 《Mixed Up》、Virtual M.P.C.  《BPM Dance Collection Volume 2》及 英皇群星《EEG Supreme Dance Remix 》。而陳慧琳及鄭秀文的混音專輯，成績比較突出，銷量均超過十萬。

#### 2002年偶像派當紅
千禧年代初，由蔡卓妍和鍾欣桐組成的二人女子組合Twins以陽光可愛形象吸引大眾關注與喜愛，一出道即大紅大紫，於歌影視三個領域成功多元發展，樂壇由當紅偶像派歌手稱霸，特點為歌影雙棲發展，其推出的唱片、電影、廣告不但產量高，而且唱片、電影的銷量及票房俱佳，唱片包裝精美，更附有精美贈品及海報，惟歌手唱功開始不受重視。
2000年起，由於音樂界人才青黃不接，唱片公司陸續出現裁員和結業潮。唱片公司為尋找賺錢途徑而嘗試邀請電影界受歡迎的演員成為歌手，或者物色模特兒成為歌手，令香港樂壇變得只重視市場和形象而不重視歌唱實力，大量只有外表但歌藝低下的新人在樂壇湧現，大量偶像派歌手紛紛出道，例如古天樂、張家輝、陳冠希、方力申、陳司翰、周永恆、余文樂、蕭正楠、李逸朗、周國賢、吳卓羲、關智斌、Shine、Boy'Z、Sky、陳慧珊、李彩樺、鄭雪兒、王秀琳、谷祖琳、陳文媛、黃伊汶、張燊悅、鄭希怡、李蘢怡、趙頌茹、陳見飛、林嘉欣、薛凱琪、董敏莉、鄧穎芝、林子瑄、周麗淇、梁洛施、戴夢夢、吳日言、梁靖琪、鄧麗欣、傅穎、蔡卓妍、鍾欣桐、蔣雅文、Twins、3T、Cookies、2R、3G、女生宿舍、Cream等等，可是，因大量上一代的歌手高調復出，以及網絡歌曲和非主流音樂因寬頻發達而迅速崛起，加上樂迷對香港歌手的實力要求開始變得嚴謹，「造星」這種推出樂壇新人的手法經已失效，因此，大部分在這個時期出道的新歌手都沒有什麼影響力，出道不久就很快於樂壇銷聲匿跡。

#### 受商業電台提倡真正的堅持香港本土原創歌曲作品運動和K歌文化後的衝擊
在1995年3月21日，香港商業電台高層俞琤自繼1980年代後期因大量播放以粵語歌詞翻唱外語歌曲的旋律而限制播放外語歌曲之後，更大力提倡真正的堅持香港本土的音樂作品並限制改編自外語歌曲的運動政策，是為了鼓勵香港本土音樂人的創作機會，不管作曲、作詞、主唱等，都全部是香港本土製作，否則不配獲得該台的頒獎典禮的獎項，但此政策定義上有困難，可是，被已故作家黃霑在曾經在博士論文批評此政策是椻苗助長之嫌，令香港流行音樂的質素比不上需求而無法提升。此政策不僅令各唱片公司減少推出改編歌曲，使香港各大電子傳媒便跟隨，日後深刻的影響，令少數聽眾的不滿，炮轟此事情定性為條件苛刻等打壓，變相該電台的頒獎禮出現黑幕，更揚言抵制。香港電台的音樂製作傳媒人說此政策是消滅競爭，影響流行音樂的質素，此事日後各電子傳媒的頒獎禮儀式被形容是向公信力已 “死亡” 如喪禮般 “打齋”。《明報》的郭姓演藝娛樂新聞評論員點名此政策對後輩年輕歌手造成負面影響。
少數唱片公司因盜版光碟和網絡下載而收入減少，因此音樂版權嚴重過份依賴製作大多數以慘情和旋律單調為主的卡拉OK歌曲（俗稱：K歌），不僅令香港流行音樂曲種和質素無法提升，更令人厭惡等商業行為。但亦有一些反駁的聲音，指出是市場需求，而且作為主流商業唱片公司，當然以賺錢為先。此外，有很多一線歌手都想唱一些不同種類的歌曲，但很多時候話事權都是在唱片公司那方，而且基於種種因素，例如不賺錢，市場接納度低及無法維持人氣等等，故唱片公司就算讓步給歌手們灌錄一兩首比較偏鋒的歌曲，也不會作為主打歌。樂壇天后鄭秀文曾於2019年與香港重金屬樂隊鐵樹蘭合作了一首歌曲《Power of Love》收錄在鄭秀文的精選集《我們都是這樣長大的》，歌曲風格屬於重金屬音樂，並融合了大量電子元素，整體節奏強烈且充滿爆發力，是鄭秀文較為罕見的搖滾作品。歌詞內容主要反思網絡文化如何令大眾為了追求認同而變得偏激及單一，提醒大家不要忘記愛的力量，要堅持做自己，不要被網絡輿論牽著走。奈何迴響不及同碟內的另一首大熱主打歌《我們都是這樣長大的》，反映出大多數香港樂迷仍然忠於典型流行歌曲，因此也不要怪責唱片公司或主流歌手選擇走商業歌曲路線，若然不靠所謂商業歌曲，香港樂壇可能早於二千年已完結，而從事卡拉OK行業的商人，亦無法再生存下去。
加上此年香港各傳媒因《蘋果日報》創刊，並成立娛樂新聞專門的狗仔隊，而挑起發生報刊減價割喉競爭，令日後令少數低巿場需求的報社被迫停刊、結業或編造新聞娛樂化的局面，香港歌手被僅只以公眾的知情權之名，報導他們的私生活取代。
此外，收費電視台香港有線電視藉著的機會吹捧日本藝人，令少數人轉向日本流行音樂及日本電視劇，加上盜版日本電視劇光碟在香港猖獗，此舉推波助瀾和人云亦云等群眾心理下，令1995年後收聽香港本土創作的歌曲便減少。後來在1998年中自日本國駐香港總領事館、日本著作權協會和當地電視台向香港海關施壓，打擊盜版日本電視劇光碟之後，其餘在巿面上僅只正版該電視劇光碟的價錢較盜版貴，因此轉向韓國、台灣的電視劇，同時仍然收聽日本流行音樂。前述該電視劇藝人如木村拓哉、江口洋介、酒井法子、友坂理惠等；流行音樂方面如SPEED (女團) 、安室奈美惠、濱崎步等。
其他方面，在1990年代香港的消費模式變化十分明顯，尤其是1994年後，如出現日本電子遊戲、香港有線電視、香港衛星電視、香港荔園結業、香港的歌、影、視被說創意單調和較少新年輕藝人上位等。

#### 樂壇市場逐漸衰退
自在1990年代起，盜版唱片在1996年至1997年逐漸盛行，充斥市面，互聯網下載歌曲的風氣亦在1999年開始盛行。1997年亞洲金融風暴、2001年美國911襲擊事件席捲全球，加上2002年末起至2003年5月中非典型肺炎疫情從中國內地發生在香港擴散最為嚴重，使香港經濟衰退。以上種種原因以致香港唱片市道相對1980年代高峰期大幅下瀉，市道疲弱，唱片公司收入大減，一些大型唱片公司受不住衝擊，華星唱片等面臨結業，滾石唱片撤出粵語音樂市場。而且大批歌手如楊千嬅、陳慧琳、鄭秀文、容祖兒、梁詠琪、郭富城、Twins不斷推出精選碟維持銷量。自此以後，香港樂壇逐步衰落。

#### 人才流失
不少1990年代的天王天后如張學友、黎明 、彭羚、鄭秀文等等已漸漸淡出頒獎典禮，部份轉而發展電影甚或嘗試音樂劇等演出；亦有多位知名、前輩天王巨星級歌手及音樂人因各種原因逝世，包括張國榮、梅艷芳、羅文、黃霑、林振強等等，對香港粵語流行音樂影響極大。不管是受自在1995年起陳慧嫻、已故張國榮在舞台上復唱的影響，便成一股懷舊熱潮的效應，如薛家燕、陳秀雯等爭相倣效，甚至1970年代、1980年代和1990年代初期的歌手以高調復出及舉行演唱會，如許冠傑及徐小鳳等等，但仍對香港樂壇幫助不大。
此時，少數香港歌迷因此轉向台灣歌手如周杰倫及新加坡歌手孫燕姿等。

#### 粵語歌曲與電影及電視劇的關係
電影及電視劇會賣埠到海外，如歌曲成為主題曲及片尾曲，有機會讓歌曲更廣泛流傳。早年葉麗儀為同名電視劇灌錄的主題曲《上海灘》是成功例子，除了在華人社會流傳至今，在東南亞地區亦十分流行。而九十年代電視劇陀槍師姐系列內由鄭秀文主唱的主題曲及片尾曲，亦流傳在東南亞地區，特別是第一輯主題曲《女人本色》及第二輯片尾曲 《插曲》，在越南亦頗為受歡迎。
另外，鄭伊健古惑仔系列及鄭秀文百分百感覺系列的電影主題曲及片尾曲亦曾風靡華人社會。鄭秀文為其主演的《百分百感覺》獻唱了主題曲 《不拖不欠》，更有幸入圍台灣第33屆金馬獎最佳電影歌曲。
千禧過後，除了樂壇影響力下降之外，電影及電視劇亦如是，近這十多年比較有代表性的粵語電影主題曲，只有鄭秀文為其主演的電影「瘦身男女」獻唱的《終身美麗》，該歌曲更在第21屆香港電影金像獎中奪得「最佳原創電影歌曲」獎。而電視劇主題曲方面，近這十多年具代表性的分別有《講不出聲》及《越難越愛》，《越難越愛》更流傳到越南。

#### 2005年至2009年：唱功實力派抬頭
這段時間在香港當紅的一線歌手主要包括：陳奕迅、古巨基、李克勤、楊千嬅、容祖兒、衛蘭。他們都在此期間曾奪得樂壇最受歡迎歌手獎項。經典金曲包括《夕陽無限好》、《無賴》、《愛得太遲》、《富士山下》、《酷愛》、《花落誰家》、《囍帖街》、《給自己的信》、《七百年後》，而流行金曲包括《希望》、《烈女》、《大哥》、《天才與白痴》、《勞斯萊斯》、《紅綠燈》、《離家出走》、《命硬》、《感應》、《男人KTV》、《逼得太緊》、《電燈膽》、《鍾無艷》、《講不出聲》、《櫻花樹下》、《就算世界無童話》、《我的回憶不是我的》、《信者得愛》、《搜神記》、《你瞞我瞞》等等。
男歌手方面，由陳奕迅與古巨基爭霸。古巨基憑《愛得太遲》於2006年度包辦tvb《十大勁歌金曲頒獎典禮》「金曲金獎」、903《叱咤樂壇流行榜頒獎典禮》「至尊歌曲」及「我最喜愛歌曲」、rthk《十大中文金曲頒獎典禮》「全球華人至尊歌曲」、997《新城勁爆頒獎禮》「年度歌曲」、《「四台聯頒音樂大獎」》「歌曲大獎」；
而陳奕迅於2007年度包辦tvb《十大勁歌金曲頒獎典禮》「最受歡迎男歌星」及「亞太區最受歡迎香港男歌星」、903《叱咤樂壇流行榜頒獎典禮》「叱咤樂壇男歌手金獎」及「叱咤樂壇我最喜愛男歌手」、rthk《十大中文金曲頒獎典禮》「最優秀流行男歌手」及「全年最高銷量男歌手」、《「四台聯頒音樂大獎」》「傳媒大獎」。
女歌手方面整體明顯不及男歌手，繼續由楊千嬅與容祖兒爭霸。容祖兒於2005, 2007-2009年度奪得903《叱咤樂壇流行榜頒獎典禮》「叱咤樂壇女歌手金獎」，並在2005-2007年度連續三年蟬聯tvb《十大勁歌金曲頒獎典禮》「最受歡迎女歌星」及於2008-2009年度連續兩年奪得「亞太區最受歡迎香港女歌星」。
而楊千嬅則在2005-2007、2009年四度奪得903《叱咤樂壇流行榜頒獎典禮》「叱咤樂壇我最喜愛女歌手」及於2008-2009年度連續兩年蟬聯tvb《十大勁歌金曲頒獎典禮》「最受歡迎女歌星」並於2010年首奪tvb 「亞太區最受歡迎香港女歌星」。
另張敬軒、泳兒及鄧紫棋亦曾於06-08年間憑歌曲走紅，出現小高峯。

#### 衛蘭、側田、泳兒、鄧紫棋實力新人湧現
自2003年香港廉政公署的“舞影行動”一度拘捕22人，包括英皇娛樂的楊受成、無綫電視的何麗全、環球唱片前高層陳少寶等人，事件涉及娛樂圈行賄、買獎等醜聞後，2005年起，唱片公司開始轉捧實力派歌手，例如側田、陳柏宇、方大同、小肥、衛蘭、王菀之、泳兒、鄧紫棋等等，被眾多樂評人推崇備至，可惜仍改變不了樂壇轉衰的局面。
其後，不少在1960年代後期到1970年初期曾在香港風行一時的粵語時代曲歌手亦再次回到香港開演唱會，例如鄭錦昌、凌霄、麗莎等。以唱作人身分出道的歌手也不少，他們往往是集作曲、填詞、歌手於一身，當中張敬軒最為突出。
自從重視僅只歌唱實力，並沒有漂亮的長相等商業偶像包裝，令香港少數偏愛偶像派的歌迷不滿，因此轉向台灣偶像如飛輪海、捧捧堂、黑Girls等。
香港少數唱片公司藉此這股懷舊熱潮而推出1970年代、1980年代及1990年代初期的歌手經典精選實體唱片不斷地推出。
自從此事情之後，在2006年起香港的娛樂傳媒焦點投放在少女模特兒 (俗稱：𡃁模) 之上。

#### 概念專輯出現
同時，歌手涉足另類音樂風格抑或創作完整的概念專輯(甚至是社會民生這類以往甚少出現在香港主流音樂的題材)的現象亦開始頻繁起來，一線歌手的高評價專輯如楊千嬅極富文學概念的《電光幻影》、陳奕迅的引起樂迷極大共鳴的《U87》、古巨基以「人生」概念為主題，細說人生過程及道理引起樂迷極大回響的《Human我生》更是其中的佼佼者，不僅各自獲得了當年四台聯頒大碟獎，而且至今被仍是被許多的樂迷倍受推崇的大碟。而樂壇天后鄭秀文亦曾於2002年7月推出過名為《Becoming Sammi》的概念大碟，主題圍繞「回顧過去」，不僅成為2002年ifpi 十大暢銷廣東大碟，亦成為香港樂評選《港媚60》香港流行女聲專輯 - 第39位。此外，大陸出生的張茵 (歌手) ，為1999年香港樂壇新人，亦推出了一張粵語電子音樂概念大碟《張茵 (專輯)》主題圍繞「星空」。
張學友亦推出粵語流行音樂歷史的上第一張爵士樂專輯《Private Corner》，整張專輯的曲風為純粹的爵士樂風格，唱片的音樂風格並不貼近於最近的市場需求，並進行了大膽的反潮流音樂嘗試，多位樂評人認為現今華語樂壇只有到他這種高度和地位，沒有迎合市場的壓力，才會專心製作真正屬於音樂的唱片，打破現行模式下粵語流行音樂的單一性。早於2000年蘇永康亦推出了一張粵語爵士樂專輯《SOUL JAZZ》，只是反應未如理想。

#### 2008年Twins成員鍾欣桐涉及祼照風波致偶像派市場萎縮
2008年1月，偶像派女子組合Twins成員鍾欣桐涉及陳冠希裸照事件露出真性情而形象受損並令她及Twins被迫暫停演藝工作，令不少小朋友及家長對Twins表示失望。從而Twins純情可愛形象嚴重受損而前途盡毀。從而偶像派市場進一步萎縮，大眾不再輕易相信偶像派歌手的商業包裝。
從自此事情之後，少數娛樂傳媒的焦點投放在少女模特兒之上。

#### 版權風波
於2009年底開始，香港音像聯盟（HKRIA）就旗下成員唱片公司環球、華納、Sony及EMI的音樂作品版權收費問題，和無綫電視（TVB）引發的爭議。2010年12月BMA加入香港音像聯盟而增加為五大唱片公司，因此五大唱片公司旗下歌手無法在TVB演出、露面及接受訪問，在2009及2010年度的十大勁歌金曲頒獎典禮中亦不能獲得任何獎項，而四大唱片歌手則罕見改以亮相亞洲電視、有線電視、Now等維持電視曝光，為香港電視史上的一大突破。事件持續至2013年3月才解決。而環球唱片旗下歌星李克勤則成為首位於版稅事件「破冰」後亮相無綫電視節目的歌手。但2015年起，無綫電視再次封殺環球旗下歌星。直至2021年2月曾志偉出任無線綜藝、音樂製作及節目副總經理後，與音像協會成功斡旋，版權風波才告一段落。
同樣與陳冠希裸照事件之後，少數娛樂傳媒的焦點投放在少女模特兒之上。

#### 獨立音樂人逐漸受到重視
而伴隨媒體的推廣，現代網絡的訊息流通以及樂迷的口味變化，有部份風格別致而音樂優質的獨立歌手或組合逐漸走進公眾視野而變得知名。其實不只是香港，近幾年世界各地（尤其以中國等亞洲地區尤其明顯）獨立音樂也越來越受到重視與推崇，甚至有成為一股潮流的趨勢：大批的獨立音樂人擁有，甚至當中不少通過演出，與大品牌合作以及與主流歌手合作來提高知名度。現在這個高科技時代樂迷接觸音樂絕對可以不需要依附在如電臺電視臺雜誌這類的主流媒體了，他們當中有很多可以通過網絡來搜索適合自己口味的音樂，選擇比以往豐富得多。而且大多數獨立音樂人創作音樂時所考慮的市場因素比主流音樂少得多，有的甚至完全不考慮市場而只爲自己的愛好，這對於長期節奏主流K歌而感到厭倦的多數香港樂迷是一個相當新鮮的選擇。這個現象其實也在警醒著主流樂壇：主流音樂一定要有質量甚至是創新求變，再不能流水作業倒模生產，因為在選擇豐富的年代，只要不喜歡，聽眾是可以完全不賣帳而選擇其他音樂。

## 2010年代：正式步入低潮

#### 2010年至2014年：頒獎典禮公信力名存實亡
2010年至2014年仍活躍於樂壇頒獎禮的一線歌手主要為陳奕迅、楊千嬅、容祖兒、古巨基、C AllStar，後起之秀鄧紫棋。經典金曲大幅減少，包括《天梯》、《陀飛輪》、《越難越愛》、《一》，而流行金曲《男人信甚麼》、《不要驚動愛情》、《时代》、《那誰》、《苦瓜》、《我本人》、《到此為止》、《恋无可恋》、《年少無知》、《重口味》、《任我行》、《非凡人生》、《青春常駐》、《獨家村》、《流淚行勝利道》等等。
雖然網絡收費音樂平台得以普及，但這段時間的樂壇由於生產力下降、樂壇萎縮情況越加嚴重、樂壇頒獎典禮公信力下降、獎項被壟斷、青黃不接、部份年輕人轉向日韓等的流行音樂，大多數以偶像派為主，如視覺型與實力並重的韓國偶像團體，如東方神起、少女時代等，及以長相甜美和少數姣好身材作賣點的日本少女團體，如AKB48、乃木坂46、桃色幸運草Z等，日本視覺型及異次元型歌手，如：Golden Bomber、和樂器樂團等，最終導致年輕聽眾嚴重流失，多年被大眾聲稱樂壇已死。加上部份香港傳媒吹捧少女模特兒佔據娛樂新聞的版面，令年輕歌手的生存更艱難。
2010年代初，多位歌手開始走出香港，如陳奕迅成為首位在高雄巨蛋開演唱會的香港歌手以及首位在O2 Arena開演唱會的華人歌手。2015年，陳奕迅更第二次成為台灣金曲獎國語金曲歌王。古巨基、李克勤、楊千嬅、容祖兒等人亦開始將發展重心轉移至中國內地，但四人仍不時推出廣東歌。

#### 陳奕迅、容祖兒壟斷樂壇獎項
2005年至2017年，陳奕迅、容祖兒於樂壇一人稱霸。陳奕迅已一直連奪多屆903《叱咤樂壇流行榜頒獎典禮》「叱咤樂壇我最喜愛男歌手」及「叱咤樂壇男歌手金獎」大獎。而容祖兒於2003年一曲《我的驕傲》開始，已一直連奪多屆TVB《十大勁歌金曲頒獎典禮》「最受歡迎女歌星」及903《叱咤樂壇流行榜頒獎典禮》「叱咤樂壇女歌手金獎」大獎，直至2017年，除了2004年、2008年、2009年、2014年外，2003年、2005年、2007年、2010年至2013年、2015年、2016年共9年均由容祖兒奪得所有女歌手大獎，故此由2014年開始，已不斷有民間聲音要求容祖兒不要再繼續奪此獎項，及效法前輩退出領獎給予後輩機會上位，容祖兒亦曾在報章透露張學友曾勸她退出領獎，她亦在考慮當中。於2016年至2017年，即使容祖兒缺席頒獎禮仍獲得女歌手大獎。最終在2017年度起，作為女歌手第一把交椅的容祖兒正式敗於出道十多年的衛蘭及年資只有3年的菊梓喬，正式結束容氏十多年壟斷樂壇頒獎禮的局面。

#### 歌唱選秀節目開播
在2009年，亞洲電視引入台灣歌唱選秀節目《星光大道》，改編製作成《亞洲星光大道》。無綫電視亦跟隨亞洲電視，製作歌唱選秀節目，為《超級巨聲》及《星夢傳奇》。節目成功發掘及培訓了一些樂壇新力軍，於2011年起出道，其中較為出名的有許廷鏗、林欣彤、胡鴻鈞、馮允謙、羅力威、鄭俊弘、吳業坤、譚嘉儀、鄧小巧等，某些本已轉型或淡出樂壇的實力派歌手亦因這個節目再次受到關注，如官恩娜、羅敏莊、劉美君等。
在2013年起，內地歌唱節目《我是歌手》在兩岸走紅，節目組每季都會邀請多名來自香港、內地和台灣的歌手參加，香港歌手鄧紫棋、黃貫中、古巨基、李克勤、林憶蓮、杜麗莎、容祖兒、許靖韻、側田都曾參加，其中女歌手鄧紫棋的平均排名最好（2.31），於2014年因參與中國內地節目《我是歌手》成功獲得第二季亞軍，後來更在大陸爆紅，成為香港新生代在內地最出名的歌手，鄧紫棋在內地的知名度更遠勝長期壟斷香港樂壇獎項的容祖兒，惟鄧紫棋在香港則受負評較多，因此基本上已淡出香港樂壇。因此其他香港女歌手眼見在香港樂壇頒獎禮難以突圍而出而效法鄧紫棋在內地發展另覓出路，包括何韻詩、薛凱琪、鄧麗欣、泳兒、許靖韻等，

#### 兒歌市場壽終正寢
以往不少藝人如楊千嬅、陳慧琳、劉德華等爭相主唱卡通片主題曲及插曲，但2010年起，《兒歌金曲頒獎典禮》永久停辦。無綫電視於2010年代已甚少為日本動畫增設香港版粵語歌曲，最近一首為2015年日本動畫《妖怪手錶》粵語片尾曲：妖怪體操第一（页面存档备份，存于）（洪卓立與鍾舒漫合唱）。2018年歐倩怡於TVB節目提及其女兒就讀幼稚園仍播放其於1997年主唱的櫻桃小丸子插曲《問題天天都多（页面存档备份，存于）》，反映現今難誕生全新兒歌。此外，曾經在1995年停辦該頒獎禮，原因是在1990年代起受盜版日本動畫錄影帶內播放主題曲等原曲在香港流入巿面的影響，令偏愛原曲的動漫迷從此之後在發現尤其是無線電視播放香港版主題曲，在當時網絡未普及前便來信向報刊傳媒反映，說不應播放該版歌曲，更稱不尊重原作者的心血，認為如當時前亞洲電視等電視台般大多數從不播放該動畫香港版主題曲，無線電視除外，但香港版的支持者則反對，稱扼殺香港本土作曲人的創作空間機會，可是，各電視台在因該事情後播放日本動畫的原版主題曲，不管片頭曲、片尾曲和插曲，後來在2000年代左右，加插中文字幕及日粵雙語廣播便提供選擇。

#### 2011年金曲金獎名存實亡
而曾經叱咤一時的《十大勁歌金曲頒獎典禮》，則因2011年林峯憑零民意的《Chok》獲得無綫電視（TVB）《十大勁歌金曲頒獎典禮》的「金曲金獎」最高殊榮歌曲大獎，令很多人評論為「香港樂壇已死」，《Chok》奪得金曲金獎掀起廣泛社會反應，更不停有坊間聲音甚至表示「未聽過此歌」，以至歌神張學友被傳媒問及看法時也表示「知道有這首歌但未有聽過」，《Chok》於其他三台並未獲得任何歌曲獎項。另外，當時正式出道樂壇只有3年的林峯亦因被TVB頒發2009年至2011年「亞太區最受歡迎男歌星」而備受批評及被嘲笑為「亞皆老街至太子道西區最受歡迎男歌星」。而王菀之奪得2011年「亞太區最受歡迎女歌星」也為人詬病。

#### 2013年度新城獎項被棄橋底
大眾對樂壇頒獎禮的公信力，在這段時期的討論變得更為激烈，如新城舉辦的新城勁爆頒獎禮由於每年頒發的獎項數量太多，並設有各式各樣奇怪獎項，加上主辦方表明未能到場的歌手不會獲獎，其授獎標準及公信力多年來皆備受外界質疑，一直被批評為「分豬肉」。2019年2月，《新城勁爆頒獎禮2013》其中一個「新城勁爆躍進歌手」獎座被發現棄置於北角渣華道橋底。

#### 2015年至2019年：實體唱片業名存實亡
2015年至2019年仍活躍於樂壇頒獎禮的一線歌手主要為周柏豪、張敬軒、衛蘭、C AllStar，後起之秀江海迦。流行金曲大幅減少，只包括《最好的債》、《羅生門》、《高山低谷》、《眼淚的秘密》、《無條件》、《原來他不夠愛我》、《矛盾一生》、《女神》、《天敵》、《長相廝守》、《3am》、《百年樹木》、《讓愛高飛》、《野木蘭》、《我們都是這樣長大的》等等。

#### 歌手難以每年出實體唱片
2000年代活躍香港樂壇頒獎典禮的歌手大多每年至少推出2張唱片，否則容易被淘汰及被遺忘。但2017年起，即使活躍香港樂壇頒獎典禮的歌手也難以每年推出實體唱片，當中推出過無數實體唱片的容祖兒自2017年起即使每年推出全新單曲也未有推出全新實體廣東專輯。IFPI香港唱片銷量大獎更於2017年度起永久停辦，可見實體唱片業正式步入滅亡，但一些資深歌手，例如鄭秀文及張國榮所推出的專輯仍然維持一定銷量，達到五位數字。

#### 論資排輩令樂壇斷層
2016年，新世代歌手王灝兒的《矛盾一生》及鄭欣宜的《女神》在坊間有較高傳唱度，但三大電子傳媒仍選擇把金曲金獎頒予全年只有一首派台歌、地位崇高的天王級歌手陳奕迅《四季》及李克勤《一個都不能少》，令樂壇斷層情況更嚴重，普羅大眾再次對四大電子傳媒的公信力失去信心。

#### 2018年最受歡迎女歌星名存實亡
2018年，HANA菊梓喬首奪TVB「最受歡迎女歌星」亦備受坊間強烈爭議，原因為菊梓喬於2016年出道，年資僅三年，知名度不足，於該年度並未獲得任何香港電台及商業電台頒獎禮獎項；而且TVB「最受歡迎女歌星」的候選名單只有8位歌手，當中5位為TVB藝員，大部分唱片公司的歌手未有候選，因此認為「最受歡迎女歌星」獎項的公信力大跌。
加上在四大唱片與TVB的HKRIA版權風波的打擊下，大批歌手缺席頒獎禮多年，最終則漸漸由無線旗下的星夢娛樂一眾歌手以及與無線友好的英皇娛樂一眾歌手獨領風騷，公信力極速下降，其小圈子選舉模式長年被詬病，甚至曾一度被大眾嘲笑為星夢Annual Dinner。

#### 懷舊熱潮現象持續
在此年代，香港懷舊歌手熱潮現象持續，1970年代、1980年代及1990年代初期歌手在高調舞台上復唱及舉辦演唱會，如亮相無線電視懷舊音樂節目《流行經典50年》等。

#### 男團崛起
自從2002年9人女子組合Cookies成軍後，香港在2003年後一直未有出現過成員超過4人的組合出道。2018年，ViuTV選秀節目《全民造星》於2018年衍生出12人男子組合MIRROR，MIRROR在出道一個月後於九龍灣國際展貿中心（九展）舉行首場演唱會，當中幾位成員先後推出個人單曲單飛發展，比女子組合Cookies更成功。

## 2020年代: 改朝換代

#### 2020年至2025年：改朝換代
踏入20年代，香港樂壇逐漸改朝換代，出道約十年的歌手如馮允謙、陳蕾、李幸倪等及新晉當紅歌星/組合如林家謙、張天賦、MIRROR成員等均開始成為樂壇頒獎禮常客，甚至大贏家。 出道廿年或以上的資深歌手如陳奕迅、張敬軒、容祖兒等推出新歌數量已減，工作重心轉為於各地舉行演唱會。
香港網上串流音樂平台如YouTube Music、Spotify 等大行其道，歌手趨向以串流平台首發全新單曲，發行實體全新粵語專輯相對變少。隨著實體唱片市場萎縮，IFPI(香港)不但停辦唱片銷量大獎，唱片公司亦無再公布每張專輯的銷售數字，實體唱片銷量不再是評估香港粵語音樂市場的主要指標。串流音樂平台聽眾人數、播放量、下載次數等數據漸成市場重要參考部份。 但亦有爭議，因為有刷流量和刷點播率的可能性，又或者有機會為推高點播率作暗盤交易。如過往的樂壇，唱片公司為了幫旗下歌手造勢，便誇大銷量數字，或購買銷量榜排名。
2025年開幕的啟德主場館可容納五萬名觀眾，比香港體育館(紅館)多數倍，成為現今香港最大型演唱會場地，是反映歌手及音樂市場實力的新指標。謝霆鋒是首位於啟德主場館舉行個人演唱會的香港歌手。

#### 2020年無綫劇集歌曲首奪叱咤樂壇至尊歌曲
無綫劇集歌曲即使有派台也難以於《903專業推介》上榜，即使全城熱播的劇集歌曲如2005年《大長今》主題曲《希望》、2007年《溏心風暴》主題曲《講不出聲》也未能於《903專業推介》得到理想成績，因此商業電台一直被批評打壓劇集歌曲。由星夢娛樂推出的無綫劇集歌曲亦完全無法登上《903專業推介》，但ViuTV劇集歌曲則可破例於《903專業推介》上榜。不過，2020年，莫文蔚主唱的無綫劇集《飛虎之雷霆極戰》主題曲《呼吸有害》不但成為《903專業推介》冠軍歌(該周播放率最高歌曲) ，更奪得903《叱咤樂壇流行榜頒獎典禮》「至尊歌曲」大獎(該年播放率最高歌曲)，為無綫劇集歌曲創下紀錄，惟有關歌曲並非由星夢娛樂推出，而是由Sony Music推出。

#### 2021年容祖兒五台兩周冠軍歌有買榜造馬之嫌
2021年1月，容祖兒主唱的《東京人壽》在坊間的流行程度及口碑只屬一般，但容祖兒憑《東京人壽》奪得五台兩周冠軍歌為人詬病，其派台歌曲成績遠勝歷年所有年度歌曲，網民在ViuTV Facebook留言指結果有造馬嫌疑，五台公信力於2020年代仍然偏低。

#### 鄭秀文致力提攜後輩
樂壇天后鄭秀文在香港樂壇多年來積極提攜後輩，早年有LMF，張敬軒及方大同，而在近十多年來，經常邀請新一代歌手於其演唱會擔任嘉賓，例如王丹妮、Mirror 及林愷鈴等，讓他們獲得更多表演經驗。她亦曾與多位後輩合作合唱 例如 《愛是… 2.0》feat 好青年查毒室、翻唱其作品 例如 林奕匡 《高山低谷》或邀請新晉音樂人參與創作 例如 邀請Shimica 創作 《新造的人》及《心魔》等 ，致力促進樂壇新舊交融。
多位後輩曾公開感謝鄭秀文的支持與鼓勵，認為她樂於分享舞台和經驗，對推動香港流行音樂的發展有積極貢獻。

#### 無綫版權風波告一段落
2019年10月27日起，ViuTV推出流行音樂節目《Chill Club》，類似無綫的《勁歌金曲》與無綫抗衡。
2021年1月24日ViuTV播出的音樂節目《Chill Club》中正式宣布將於2021年4月18日舉辦首屆頒獎典禮《Chill Club 推介榜年度推介》與無綫抗衡，並於2021年3月2日舉行記者會公布賽制和入圍名單。
2021年2月20日，剛重返無綫並加入管理層的曾志偉有見樂壇仍然無法健康發展，於是邀請前無綫非戲劇製作總監何麗全及前無綫音樂總監鄧智偉回巢重整綜藝節目及星夢娛樂，終止何哲圖時期星夢娛樂歌手壟斷勁歌金曲頒獎典禮。
2021年2月24日，無綫於電視城舉行「音樂永續樂壇共享」記者招待會，國際唱片業協會(香港會) 有限公司主席陳志光先生、司庫張國林先生、委員許佩斯女士、委員鄺敏慧女士、委員朱浩棠先生、委員陳桂堂先生、總裁馮添枝先生、香港音像聯盟有限公司行政總裁鄭文超先生、Sony Music大中華區董事總經理陳國威先生、環球唱片大中華區(香港) 董事總經理黃劍濤先生、華納唱片董事總經理Mr. Gordon Lee、電視廣播有限公司副總經理(綜藝、音樂製作及節目)曾志偉先生、何麗全先生、各大唱片公司、音樂品牌代表及歌手出席，正式重修無綫與三大唱片公司的關係，長達12年的HKRIA版權風波終告一段落，多間唱片公司歌手可重新亮相無綫節目，以及HKRIA歌手可以隨時亮相無綫節目。
2021年3月13日，HKRIA會員唱片公司如環球的江海迦及陳奕迅、寰亞的鄭欣宜、華納的薛凱琪成為首位於破冰後在無綫《勁歌金榜》上榜的歌手，並全數登上冠軍寶座，正式打破過往星夢及英皇壟斷《勁歌金榜》的局面。
無綫電視於2021年3月起允許星夢歌手亮相ViuTV節目甚至角逐ViuTV主辦的Chill Club 推介榜年度推介之獎項，而ViuTV亦指歡迎無綫派歌上榜，被媒體认为是「破格」之舉，对乐坛发展亦有帮助。
雖然無綫及ViuTV均表示歡迎對家的歌手派台及爭奪獎項，但至今無綫旗下「星夢娛樂」及ViuTV旗下「大國文化」的合約歌手仍未有亮相另一電視台，亦沒有互相派台。
2021年4月11日至7月18日，逢星期日晚上9:30至10:30，全新改革的無綫《勁歌金曲》與ViuTV《Chill Club》同時段對撼，由於兩節目均非現場直播，因此有機會出現同一時段於兩間電視台出現同一位歌手演唱同一首歌曲的情況。然而，《勁歌金曲》卻輕易取得平均收視約10至12點，《Chill Club》平均收視僅約2至3點，僅及《勁歌金曲》的兩成。同年9月5日起，《勁歌金曲》的播放時段改為22:30-23:00（縮短至半小時），及後更大幅縮減至逢星期六及日晚上各播映十分鐘，並且經常因節目調動或播映特備節目而暫停播映，導致該週「勁歌金榜」改於星期二凌晨03:15-04:15播出的《無間音樂》中公佈。此外，於J2台逢星期六傍晚播映的《勁歌金曲一小時版》亦於2022年3月起停止製作。
曾是長壽音樂節目的《勁歌金曲》於2023年5月21日播放最後一集後正式結束。無綫電視其後推出三個音樂節目《J Music》、《勁歌金榜》及《Music Break》作繼承。

#### 女團崛起
2021年4月，無綫電視開播大型歌唱選秀節目《聲夢傳奇》，衍生四人女子組合After Class，其後在《新城勁爆頒獎禮2022》獲得「勁爆新人」獎。
2021年11月，ViuTV開播《全民造星IV》 ，衍生八人女子組合COLLAR。該選秀節目亦衍生另外兩隊自資組成的女子組合Lolly Talk和STRAYZ。三隊女團在《2022年度叱咤樂壇流行榜頒獎典禮》分別獲得叱咤樂壇生力軍組合金銀銅獎。
其他女團還有TVB歌唱選秀節目《聲夢JUNIOR》衍生的XiX及來自陳輝陽 x 女聲合唱部份成員組成的Beanies。

#### 粵語歌再次揚威金曲獎
2023年，出道28年的金曲歌王陳奕迅繼續推出粵語為主的實體唱片專輯《Chin Up!》。當中的粵語歌《人啊人》作詞人周耀輝，更憑這首歌曲獲得台灣《第34屆金曲獎》「最佳作詞人獎」，是金曲獎史上首次有粵語歌入圍及獲得該獎項，為粵語流行樂壇創造歷史紀錄。

## 註腳
1. ↑  Ulrich Beck, Natan Sznaider, Rainer Winter (编). . Liverpool University Press. 2003: 227. ISBN 978-0853239185.
2. 1 2  黃志華. . 信報. 2014-03-24.
3. ↑  China Briefing Media. [2004] (2004) Business Guide to the Greater Pearl River Delta. China Briefing Media Ltd. ISBN 988-98673-1-1
4. ↑  《香港音樂發展概論》，朱瑞冰著，香港三聯書店，1999年
5. 1 2  Wong, Jum Sum.  (PDF) (PhD论文). University of Hong Kong. 2003. （原始内容 (PDF)存档于2015-11-27）. （页面存档备份，存于）
6. ↑  《粵曲歌壇話滄桑》，魯金 著，香港三聯書店，1994年，ISBN 962-04-1173-0
7. ↑  黃霑. . www.hkmemory.org.   [2020-05-15]. （原始内容存档于2020-07-17）. （页面存档备份，存于）
8. ↑  . www.hkmemory.org.   [2023-11-26]. （原始内容存档于2016-09-07）.
9. ↑  . 專題.   [2023-11-26]. （原始内容存档于2023-11-26） （中文（香港））.
10. ↑  車淑梅主持，(2008年)，《舊日的足跡》麗莎訪問，2008-05-18。
11. ↑  . 明報OL網.   [2023-11-26] （中文（繁體））.
12. ↑  . m.blog.chinaunix.net.   [2023-11-26]. （原始内容存档于2023-11-26）.
13. ↑  . m.blog.chinaunix.net.   [2023-11-26]. （原始内容存档于2023-11-26）.
14. ↑  Minghui LIAO. . 考功集 (畢業論文選粹). 1996  [2017-04-25]. （原始内容存档于2018-11-09）. （页面存档备份，存于）
15. ↑  黃志華. . 三聯書店(香港). 2014年9月1日. ISBN 9789620436598.
16. ↑  朱耀偉. . 三聯書店(香港). 2009-09-01. ISBN 9789620428807.
17. ↑  我們都是這樣唱大的：第一集：許冠傑https://www.youtube.com/watch?v=0MN1Se-B7wI （页面存档备份，存于）
18. ↑  黃志華：《粵語流行曲四十年》(香港：三聯書店，1990)，頁8-11、30-34。
19. ↑  改編自日本演歌《北國之春》，薰妮主唱
20. ↑  . Hong Kong magazine . June 1990.
21. ↑  . Sing Tao magazine . January 1994.
22. ↑  . Hong Kong magazine . January 1994.
23. ↑  . Hong Kong magazine . November 1997.
24. ↑  . billboard. 24 December 1994  [2024-10-29].
25. ↑  . Billboard. 20 May 1995.
26. ↑  . Hong Kong magazine . 1 feb 1995.
27. ↑  . Hong Kong magazine . 1 feb 2001.
28. ↑  . Hong Kong magazine . 11 June 2019.
29. ↑  Garden of Dreams: Madison Square Garden 125 Years (Hardcover) Stewart, Tabori and Chang; Not Indicated edition (November 1, 2004)
30. ↑  紐約時報：《充滿甜美而柔情的粵語流行音樂之王》 發表于1995年10月10日《紐約時報》 （页面存档备份，存于）撰文：NEIL STRAUSS
31. ↑  樱桃小丸子-问题天天都多（粤语版） （页面存档备份，存于） 轻视频
32. ↑  . 香港政府一站通.   [2008-05-18].[永久]
33. ↑  . 星島日報. 2008年2月27日  [2008-02-27]. （原始内容存档于2008-03-01）.
34. ↑  . 明報.   [2019-02-08]. （原始内容存档于2019-02-09）.
35. ↑  經濟通|香港新聞財經資訊和生活平台, etnet. . etnet 經濟通|香港新聞財經資訊和生活平台.   [2025-04-13] （中文（繁體））.
36. ↑  戴小橦. . 香港01. 2022-07-18  [2025-04-13] （中文（香港））.
37. ↑  . 星島頭條. 2021-03-03  [2025-04-13] （中文（香港））.
38. ↑  文體藝online. . 香港經濟日報HKET.   [2025-04-13] （中文（繁體））.
39. ↑  . 香港01.   [2021-02-23].
40. ↑  . yahoo. 15 July 2024.
41. ↑  . wenweipo. 22 July 2019.
42. ↑  . stheadline. 18 may 2025.
43. ↑  曾志偉入主無綫即與四大唱片公司破冰　全部高層雲集開記者會
44. ↑  無綫王君馨入圍爭ViuTV女歌手獎 Viu金廣誠「開綠燈」 歡迎星夢派歌上榜
45. ↑  .   [2021-03-07]. （原始内容存档于2021-03-08）.
46. ↑  . topick.hket.com.   [2023-06-05]. （原始内容存档于2023-06-06）. （页面存档备份，存于）
47. ↑  叶萍. . 新唐人電視臺. 2021-11-02  [2021-11-16]. （原始内容存档于2021-11-05）. （页面存档备份，存于）
48. ↑  . 明報. 2022-01-12  [2022-04-12]. （原始内容存档于2022-01-12）. （页面存档备份，存于）
49. ↑  林迅景. . 香港01. 2023-07-01  [2024-04-19]. （原始内容存档于2023-12-16） （中文（香港））.

## 相關書目
- 《粵語歌曲解讀：蛻變中的香港聲音》余少華著
- 《香港音樂史論：粵語流行曲．嚴肅音樂．粵劇》劉靖之著

## 外部連結
- 香港作曲家及作詞家協會（CASH） （页面存档备份，存于）